# 圖里夫卡 (赫梅利尼茨基州)
49°53′5″N 26°28′28″E / 49.88472°N 26.47444°E
圖里夫卡（羅馬化：Turivka）是位於烏克蘭西部的村莊，由赫梅利尼茨基州裡赫梅利尼茨基區的泰奧菲波爾市鎮負責管轄。該村始建於1421年，面積1.29平方公里，海拔高度277米，2001年人口390，人口密度每平方公里303.3人。